# 平野太呂
平野 太呂（ひらの たろ、1973年7月7日 - ）は、日本の写真家。ギャラリーオーナー。講談社のアシスタントを経てフリーの写真家になる。父はブックデザイナーの平野甲賀。

## 経歴
- 1973年 東京に生まれる。
- 1980年 和光小学校入学。
- 1986年 和光中学校入学。
- 1989年 和光高校入学。
- 1997年 武蔵野美術大学造形学部映像学科卒業。
- 2000年よりフリーランス。
- 2004年 結婚、東京都渋谷区上原にギャラリー「NO.12 GALLERY」開設。

## 展示
- 2001年『THE PORTRAIT SHOW』グループ展　New Image Art、ロサンゼルス。
- 2002年『都市の使い方』個展　Asanoha、 東京。
- 2004年『ABANDONED POOLS』個展　NO.12 GALLERY、 東京。『A TO Z . 3』グループ展　NO.12 GALLERY、東京。
- 2005年『POOL』個展　BAGGAGEHANDLERS UNION shibuya CHPT.168、東京。『POOL』個展　Sfera Exhibition、京都。ベルリンのギャラリー「CC:ROOM」にて海外初個展『POOL』。
- 2008年11月7日〜『POOL』個展　TORTOISE in Los Angeles　予定

## 主要作品

### 写真集
- 「POOL」（2005年、リトルモア） ISBN 4-89815-162-0
- 「ばらばら」（2007年、リトルモア） 星野源共著 ISBN 4-89815-211-2